# Master of Business Administration

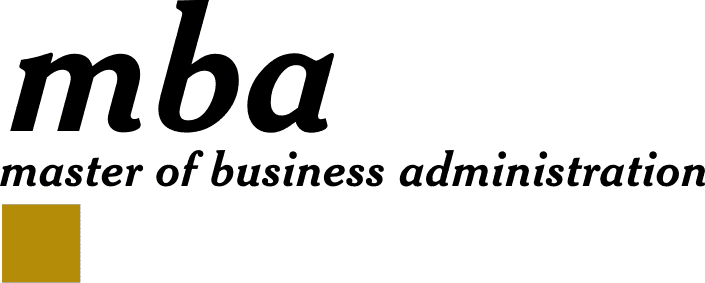
Logo mba.

O Master of Business Administration, mais conhecido pela sigla MBA, é um grau acadêmico de pós-graduação destinado a administradores e executivos das áreas de gestão de empresas e gestão de projetos mas que atrai também pessoas de várias outras disciplinas acadêmicas. Apesar da tradução literal do MBA ser "Mestrado em Administração de Empresas", no Brasil ele passou a ser enquadrado apenas como "especialização" decorrente de uma pós-graduação lato sensu.
Isso difere o caráter essencialmente vinculado à pesquisa da pós-graduação stricto sensu: o MBA visa a preparar profissionais, que exercerão sua profissão de maneira prática, enquanto a pós-graduação de MBA stricto sensu visa a formar acadêmicos. Quem obtém o MBA no Brasil, não recebe o título de Mestre como nos demais países. Quem deu entrada no reconhecimento anterior ao enquadramento de 1999, garantiu o reconhecimento de sua titulação no Brasil, mas não é reconhecido como mestre.[carece de fontes?]
Essa classificação deve-se ao fato de que seguindo os demais cursos de Especialização no Brasil, o MBA tem seu foco determinado pela abordagem da prática gerencial de um tipo qualquer de negócio, como por exemplo, Segurança da Informação ou Propaganda e Marketing ou Finanças. Desta forma o MBA visa transmitir ao aluno uma visão abrangente do ambiente dos negócios em torno de um determinado nicho de mercado. Assim sendo, os cursos de MBA no Brasil não capacitam o aluno para a licenciatura como mestre como nos demais países.
O MBA é um grau terminal e um grau profissional. Organismos de acreditação específicos para programas de MBA garantem a consistência e a qualidade da educação. As escolas de negócios em muitos países oferecem programas adaptados para alunos em tempo integral, meio período, executivos (cursos abreviados que ocorrem normalmente à noite ou nos finais de semana) e alunos de ensino à distância, muitos com concentrações especializadas.

## Portugal
Como em qualquer país europeu, é clara a associação entre o MBA e o Mestrado. Normalmente, encara-se o Mestrado como um curso  teórico e o MBA o complementa e confere a possibilidade de certificação ao mestrando oferecendo adicionalmente um curso mais prático. O Tratado de Bolonha define claramente que “o ensino deve capacitar ao mestrando a capacidade de uma transmissão de conhecimentos para um desenvolvimento das competências”. Esta determinação diz respeito tanto aos MBAs como aos Mestrados e às Licenciaturas. O papel do Professor deve ser mais o de um Tutor, que coordena trabalhos, do que de um Professor tradicional, preocupado em “dar matéria”. Além disso, o Mestrado deve englobar um Trabalho de Projeto a ser colocado em prática e uma Dissertação Científica, o que atesta bem a vontade de o transformar num curso a ser ministrado  pelo formando.[carece de fontes?]